# Domek Holenderski w Warszawie
Domek Holenderski – pałacyk znajdujący się w Warszawie na placu Trzech Krzyży 4/6, na tyłach Instytutu Głuchoniemych.

## Historia
Historia budowli rozpoczyna się około 1776, kiedy Kazimierz Poniatowski rozpoczął realizację założeń ogrodowych przy dzisiejszej ulicy Książęcej. Na zachód od ogrodu położonego po południowej stronie ulicy (tzw. Ogród „Na Górze”) położona była posiadłość należąca od 1776 do architekta Dominika Merliniego, na terenie której wzniósł on willę według własnego projektu. Budynek powstał prawdopodobnie na początku lat. 80 XVIII wieku. Willa składała się z trzech członów: piętrowego środkowego z dachem dwuspadowym oraz dwóch niższych po bokach. 
W połowie XIX wieku budynek został przebudowany, najprawdopodobniej według projektu Franciszka Marii Lanciego, i pełnił funkcję zaplecza warsztatowo-magazynowo-internatowego Instytutu Głuchoniemych. Budynek jest nazywany Domkiem Holenderskim. Wyróżnia się typowo neorenesansową, a co za tym idzie nieregularną bryłą i takim samym planem.
W 1965 budynek został wpisany do rejestru zabytków.
Budynek pełni funkcję rezydencji ambasadora Irlandii.